# Heeresgruppe Ostmark
Il Gruppo d'armate Ostmark (tedesco: Heeresgruppe Ostmark) fu un'unità militare della Wehrmacht, operativa sul fronte orientale della seconda guerra mondiale.

## La battaglia in Austria
La storia di questo gruppo d'armate fu molto breve: dopo che le truppe sovietiche avevano sfondato le difese tedesche sul confine austro-ungherese, conquistando Vienna e occupando buona parte dell'Austria, alla fine di aprile del 1945 il Gruppo d'armate Sud fu rinominato in Gruppo d'armate Ostmark.
Tale denominazione indicava chiaramente quale fosse il teatro operativo di quest'unità: Ostmark era infatti la denominazione ufficiale dell'Austria dopo l'Anschluss del 1938.
Dopo l'offensiva sovietica in Austria dell'aprile del 1945 gran parte dell'Austria, oltre alla sua capitale, erano già in mano sovietica. I resti del Gruppo d'armate Ostmark si attestarono così nel solo settore ancora sotto il controllo tedesco: una piccola area tra Linz e Graz a ovest di Vienna.
Le unità tedesche, però, non avevano alcuna possibilità di resistere alle forze sovietiche che avanzavano da oriente; pertanto ben presto iniziò un ripiegamento verso nord, allo scopo di ricongiungersi con il Gruppo d'armate Centro che difendeva Praga. Nonostante i tentativi sovietici di accerchiare il Gruppo d'armate Ostmark, quest'unità riuscì comunque ad attestarsi nel nord dell'Austria e a partecipare alla successiva Offensiva di Praga.
Dopo la capitolazione della Germania e la sconfitta a Praga, il Comandante in capo del Gruppo d'armate Ostmark (Generale Lothar Rendulic) condusse le truppe sotto il suo comando verso occidente, cosicché potessero consegnarsi agli americani. Quest'unità fu una delle più grandi forze combattenti ancora operative a consegnarsi agli Alleati dopo la fine della guerra.

## Linea di comando

### Comandante in capo
Generaloberst Lothar Rendulic

### Capo di Stato Maggiore
Generalleutnant Heinz von Gyldenfeldt

## Armate
Il Gruppo d'armate Ostmark era composto dalle seguenti unità:
- VI Armata
- VIII Armata
- VI Armata corazzata SS